# AMC Matador
AMC Matador (Матадо́р) — середньорозмірний автомобіль, що випускався компанією American Motors Corporation (AMC) з 1971 по 1978 рік. Матадор існував у двох поколіннях, з 1971 по 1973 рік, і після серйозного рестайлінгу з 1974 по 1978 рік. Чотирьох-дверні седан і універсали другого покоління були класифіковані як повнорозмірні і сильно відрізнялися дизайном від купе Matador, що з'явився в 1974 році.
За підтримки виробника, седани і купе Матадор змагалися в автомобільних гонках NASCAR, з такими пілотами, як Марк Донохью і Боббі Аллісон, які виграли кілька гонок. Нове купе було показано у фільмі про Джеймса Бонда «Чоловік із золотим пістолетом», що вийшов у 1974 році. Матадори були популярними як поліцейські автомобілі, перевершивши більшість інших машин. Він також з'являвся в багатьох телевізійних шоу і фільмах протягом 1970-х років.
Матадор став великим автомобілем марки AMC після припинення випуску флагмана, AMC Ambassador, що випускався на тій же платформі. Преміальні комплектації для купе, «Oleg Cassini» та «Barcelona», дозволяли розташувати автомобіль в сегменті персональних представницьких автомобілів. На зовнішньому ринку автомобілі продавалися під маркою Rambler, а також збиралися в рамках ліцензійних угод з AMC. Зокрема, складанням займалися Vehículos Automotores Mexicanos (VAM), а також Australian Motor Industries (AMI), що випускали версії з правим кермом.

## Історія
Матадор прийшов на зміну AMC Rebel, що існував на ринку з 1967 року. Після фейсліфту і з новою назвою, Матадори були доступні як двох-дверний хардтоп, а також чотирьохдверні седан і універсал. Він випускався на базі «старших» автомобільних платформ AMC, спільно з повнорозмірною лінійкою Ambassador.
Кузови седан і універсал «запропонували відмінну вартість і були досить популярні», включаючи поліцейські автомобілі. Державні установи, військові частини і відділення поліції набували седани і універсали, що оснащуються 5,9- або 6,6-літровими двигунами конфігурації V8.
Матадор отримав оновлення в 1974 році, зокрема для задоволення нових вимог безпеки, а також з метою створення абсолютно іншої моделі, «щоб боротися з бичачим ринком плюшевих середньорозмірних купе, що виник після закінчення епохи маслкар».

## Двигуни
- 232 cu in (3.8 L) I6
- 258 cu in (4.2 L) I6
- 252 cu in (4.1 L) I6 (Мексика)
- 282 cu in (4.6 L) I6 (Мексика)
- 304 cu in (5.0 L) V8
- 360 cu in (5.9 L) V8
- 401 cu in (6.6 L) V8